# 武井壮のゴルフバッグ担いでください
『武井壮のゴルフバッグ担いでください』（たけいそうのゴルフバッグかついでください）は、2024年1月7日よりテレビ大阪を制作局として、テレビ東京系列で毎週日曜午前に放送されているゴルフ番組。武井壮の冠番組でもある。詳細な放送時間については#放送時間の節を参照。

## 概要
スコアアップを目指そうと「コースの特徴を捉えた攻略＝コースマネジメント」を学んでいくといった新感覚のゴルフ番組である。
アメリカにてゴルフ留学を経験し、2023年7月にティーチングプロ資格の実技審査を通過した武井壮がMCを務め、トッププロキャディなどの講師やゲストゴルファーと共にラウンドしつつ一流コースマネジメント術を学ぶといった内容である。

## 出演者
- 武井壮 - MC
- 毎回トッププロキャディなどの講師やゲストゴルファーが出演。

ナレーター
- 浅野真澄

## 放送局
放送時間は2025年5月時点。
| 放送対象地域   | 放送局         | 系列           | 放送開始日   | 放送曜日・時間     | ネット状況 |
| -------------- | -------------- | -------------- | ------------ | ------------------ | ---------- |
| 大阪府         | テレビ大阪     | テレビ東京系列 | 2024年1月7日 | 日曜 10:00 - 10:30 | 制作局     |
| 北海道         | テレビ北海道   | テレビ東京系列 | 2024年1月7日 | 日曜 10:00 - 10:30 | 同時ネット |
| 関東広域圏     | テレビ東京     | テレビ東京系列 | 2024年1月7日 | 日曜 10:00 - 10:30 | 同時ネット |
| 愛知県         | テレビ愛知     | テレビ東京系列 | 2024年1月7日 | 日曜 10:00 - 10:30 | 同時ネット |
| 岡山県・香川県 | テレビせとうち | テレビ東京系列 | 2024年1月7日 | 日曜 10:00 - 10:30 | 同時ネット |
| 福岡県         | TVQ九州放送    | テレビ東京系列 | 2024年1月7日 | 日曜 10:00 - 10:30 | 同時ネット |
| 奈良県         | 奈良テレビ     | 独立局         | 2025年4月5日 | 土曜 10:30 - 11:00 | 遅れネット |

### 放送時間
いずれも制作局・同時ネット局のもので、日時はJSTに準ずる。
- 日曜 9:30 - 10:00（2024年1月7日 - 2025年3月30日）
- 日曜 10:00 - 10:30（2025年4月6日 - [1][4]）
それまで10時台前半にて放送されていた『ひみつのアイプリ』とは、この改編で放送時間帯が入れ替わる形となり、これに伴いテレビ東京系列の9時台は『プリンセッション・オーケストラ』と同番組を放送するアニメ枠「プリンセスサンデー」に[5][6]、10時台は本番組と『アップグレードゴルフ』を放送するゴルフ枠に、それぞれ統一された。

## スタッフ
- 編集：細谷大輔
- MA：長瀬貴広
- 音効：稲田俊介、大櫃菜月
- ビジュアルフォーマット：松本哲也
- 技術協力：テーク・ワン、E・Force Studio、OTONAGE、東京オフラインセンター、MARUSA、アートメイク・トキ
- 編成：上林裕実子
- 宣伝：塚本拓真
- デスク：玉利風薫
- AP：佐藤夏子
- AD：小出真凜、佐藤尽
- ディレクター：鈴木淳二
- 演出：前田朗光
- プロデューサー：徳地英孝、庄田真人
- 制作協力：Scrum、カスタム
- 制作著作：テレビ大阪